# Eberhard von Koerber

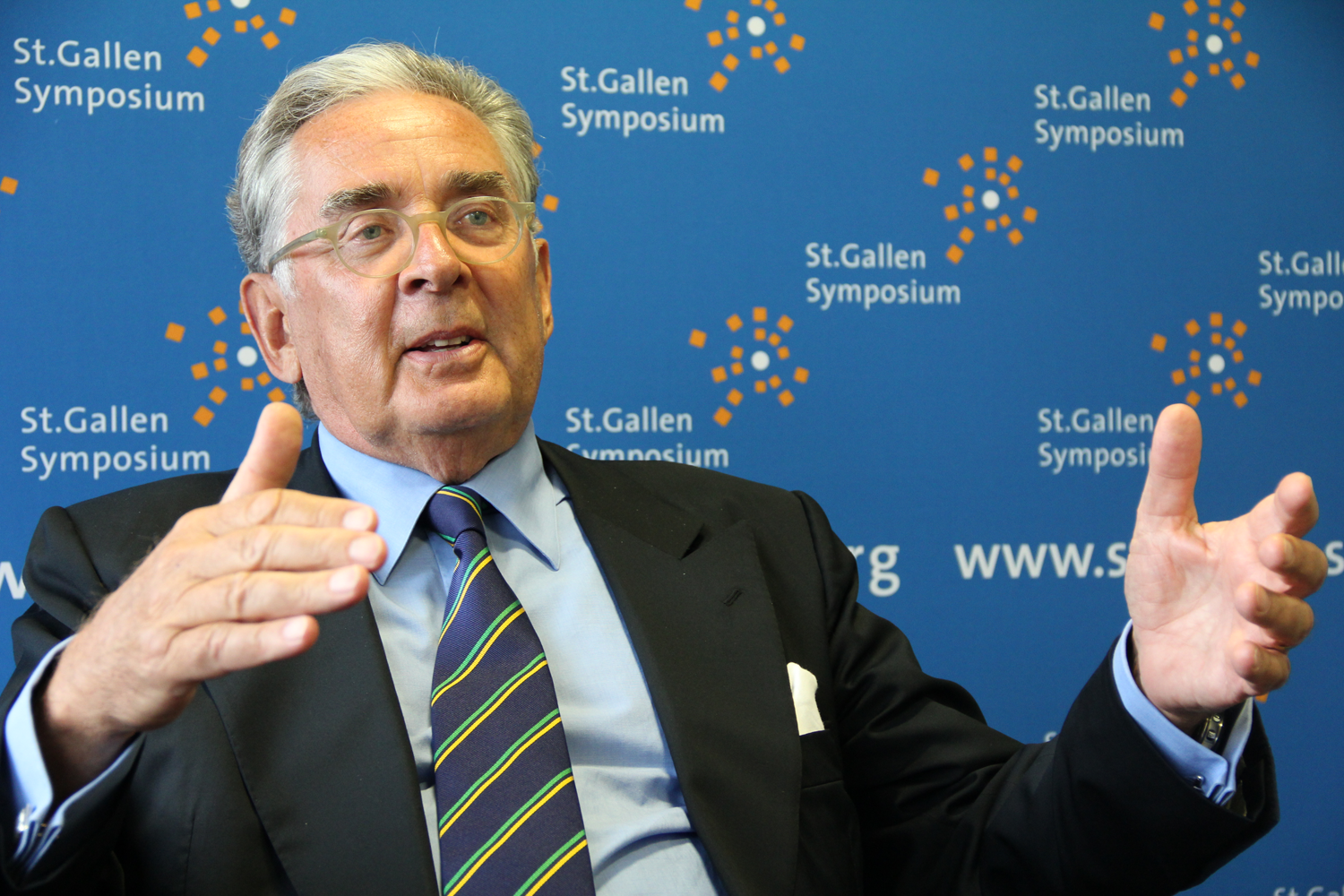
Eberhard von Koerber (2011)

Eberhard von Koerber (* 11. Juni 1938 in Stade; † 3. August 2017) war ein deutscher Manager. Als Vorstandsmitglied von BMW leitete er von 1984 bis 1986 das Ressort Vertrieb und Marketing. Zwischen 1988 und 1998 verantwortete er die Aktivitäten von Asea Brown Boveri in Europa, im Nahen Osten und in Afrika als Vizepräsident der Konzernleitung in Zürich. Von 2007 bis 2012 war er Co-Präsident des Club of Rome.

## Leben
Nach dem Abitur 1958 am Humanistischen Gymnasium Johanneum in Lüneburg studierte Eberhard von Koerber Rechtswissenschaften und Volkswirtschaft in Heidelberg, Lausanne und Göttingen. Seit 1958 war er Mitglied des Corps Saxo-Borussia Heidelberg. Im Jahr 1967 wurde er an der FU Berlin zum Dr. jur. promoviert.
Eberhard von Koerber begann seine Karriere 1967 bei der Glanzstoff AG als Syndikus für internationales Recht. Ab 1969 war er Assistent des Vorstandsvorsitzenden. Im Jahr 1972 wechselte er zu BMW, wo er zum Assistenten des Vorstandsvorsitzenden Eberhard von Kuenheim berufen wurde und das Generalsekretariat leitete. Ab 1973 verantwortete er die Hauptabteilung Finanzplanung. Nach einer leitenden Funktion in Nordamerika führte er ab 1977 BMW in Südafrika. 1984 wurde er in den Vorstand von BMW berufen, wo er das Ressort Vertrieb und Marketing leitete.
1986 trat Eberhard von Koerber der Brown, Boveri & Cie. bei und fungierte als Generaldirektor und Mitglied der Konzernleitung. Nach der Verschmelzung der Brown, Boveri & Cie. mit dem schwedischen Energiekonzern Allmänna Svenska Elektriska Aktiebolaget zu ABB führte er von 1988 bis 1994 als Vorstandsvorsitzender die deutsche Asea Brown Boveri AG (ABB) in Mannheim. Zwischen 1988 und 1998 war er Vizepräsident der Konzernleitung der ABB und verantwortete die Aktivitäten in Europa, im Nahen Osten und in Afrika. Im Februar 1988 fand eine strategische Neuausrichtung der Asea Brown Boveri auf die Kernbereiche Energie, Verkehr und Umwelttechnik statt. 1990 wurde die Position in Mittel- und Osteuropa durch einen ehrgeizigen Aquisitionskurs gestärkt. 1994 trat Eberhard von Koerber dem Aufsichtsrat der deutschen ABB bei. Zwischen 1997 und 1999 war er Vorsitzender des Aufsichtsrats.
Seit 1999 war Eberhard von Koerber Präsident des Verwaltungsrates der Eberhard von Koerber AG in Zürich. Die Eberhard von Koerber AG ist ein Family-Office mit den Schwerpunkten Vermögensverwaltung und Rechtsberatung.
Eberhard von Koerber war Mitglied in verschiedenen Aufsichtsräten. So gehörte er den Aufsichts- bzw. Verwaltungsräten der Allianz, Dresdner Bank AG, Bank Julius Bär, Hapag-Lloyd und der Wilh. Werhahn KG an.

## Engagement
Eberhard von Koerber war Mitglied der Initiative Neue Soziale Marktwirtschaft. 1999 zählte er zu den Gründern des Wittenberg-Zentrums für Globale Ethik. Er wurde 2000 zum Vizepräsidenten des Club of Rome gewählt. Von 2003 bis 2006 war Eberhard von Koerber Vorsitzender der World Scout Foundation und Vorstandsmitglied der Orchester-Akademie der Berliner Philharmoniker. Zwischen 2007 und 2012 war Eberhard von Koerber einer der beiden Co-Präsidenten des Club of Rome.
Er war Mitbegründer und Stiftungsrat der F. C. Flick Stiftung gegen Fremdenfeindlichkeit, Rassismus und Intoleranz.

## Ehrungen und Auszeichnungen
- Verdienstkreuz am Bande des Verdienstordens der Bundesrepublik Deutschland
- Bayerischer Verdienstorden
- Nordstern-Orden (Verdienstorden des Königreichs Schweden)